# Georges Brassens
Georges Brassens ([ʒɔʁʒ bʁaˈsɛ̃s], ur. 22 października 1921 w Sète, zm. 29 października 1981 w Saint-Gély-du-Fesc) – francuski bard, poeta i kompozytor.
Jego utwory z polskimi tekstami wykonywali m.in. Michał Łojewski, Jacek Bończyk, Justyna Bacz, Piotr Machalica, Zespół Reprezentacyjny, Jacek Kaczmarski, Edward Stachura, Jarosław Ziętek oraz Iwona Nasiłowska. Szczeciński kabaret „Czarny Kot Rudy” działający przy Teatrze Polskim od 1997 roku wystawiał program pt. „Pornograf” zawierający kilkanaście piosenek Brassensa.

## Życiorys
W wieku 16 lat tworzył razem z kolegami zespół muzyczny, w którym grał na banjo. Pisał pierwsze piosenki, których melodie wykorzystał w późniejszej, dojrzalszej twórczości. Od 1940 roku mieszkał w Paryżu. W 1943 roku otrzymał wezwanie na roboty przymusowe do Niemiec. 8 marca 1943 wyjechał do Basdorf, małej miejscowości leżącej 20 km od Berlina, gdzie pracował przymusowo przez rok. Zdobył tam uznanie, śpiewając swoje piosenki. W 1946 roku Brassens pisywał pod różnymi pseudonimami artykuły dla anarchistycznego dziennika „Le Libertaire”. W tym okresie tworzył jako poeta i autor piosenek (bez większych sukcesów).
Prawdziwa kariera rozpoczęła się, kiedy artysta miał 31 lat, po tym jak dzięki staraniom przyjaciół wystąpił w słynnym kabarecie prowadzonym na Montmartre przez Patachou. Patachou, sławna wówczas piosenkarka, najpierw sama wykonała kilka jego utworów, a następnie przedstawiła ich autora paryskiej publiczności. Wkrótce Brassens nagrał pierwszą płytę ze swoimi piosenkami oraz wyruszył na tournée wraz z Patachou i zespołem „Frères Jacques”. W 1967 roku otrzymał Grand Prix de Poésie Akademii Francuskiej, nagrodę będącą ukoronowaniem jego sukcesu literackiego.
Brassens zdobył popularność, wykonując własne utwory. Komponował też muzykę do tekstów Verlaine’a, Villona, Hugo, Aragona i innych. Na estradzie aktywnie występował do marca 1977 roku. Zmarł na raka w wieku 60 lat.

## Życie prywatne
Wieloletnią partnerką Brassensa była pochodząca z Estonii Joha Heiman, którą nazywał pieszczotliwie „Püppchen” (niem. „laleczka”). Oboje mieszkali przez wiele lat tuż obok siebie, ale osobno. Gdy pragnęli być razem, umawiali się na spotkanie. Trwało to przez kilkadziesiąt lat, aż do śmierci Brassensa.

## Dyskografia
źródło:.
- La Mauvaise Réputation (1953)
- Les Amoureux des bancs publics (1954)
- Chanson pour l’Auvergnat (1955)
- Je me suis fait tout petit (1957)
- Le Pornographe (1958)
- Le Mécréant (1960)
- Les Trompettes de la renommée (1961)
- Les Copains d’abord (1964)
- Supplique pour être enterré à la plage de Sète (1966)
- La Religieuse (1969)
- Fernande (1972)
- Don Juan (1976)

## Filmografia
kompozytor:
- Porte des Lilas (1957)
- Les Copains (1964)
- Koń zwany Ulissesem (Heureux qui comme Ulysse) (1970)
- Le drapeau noir flotte sur la marmite (1971)

obsada:
- Porte des Lilas (1957) jako Artysta